# Список самых высоких зданий префектуры Гифу

## Самые высокие здания
В списке приведены небоскрёбы префектуры Гифу с высотой от 100 метров, основанные на стандартных измерениях высоты. Эта высота включает шпили и архитектурные детали, но не включает антенны радиовышек и башен.
| Рейтинг | Название           | Фото | Высота м | Этажность | Год  | Город | Примечания        |
| ------- | ------------------ | ---- | -------- | --------- | ---- | ----- | ----------------- |
| 1       | Gifu City Tower 43 |      | 162.82   | 43        | 2007 | Гифу  | [ 1 ] [ 2 ]       |
| 2       | Gifu Sky Wing 37   |      | 136      | 37        | 2012 | Гифу  | [ 3 ] [ 4 ] [ 5 ] |